# Chrysotaenia
Chrysotaenia is een geslacht van vlinders van de familie spanners (Geometridae), uit de onderfamilie Oenochrominae.

## Soorten
- C. ablataria Guenée, 1858
- C. argyrodines Prout, 1932
- C. cinerea Butler, 1881
- C. intercursa Prout, 1932
- C. manogramma Prout, 1932
- C. monops Prout, 1916
- C. oxygramma Prout, 1932
- C. protrusilinea Prout, 1916
- C. rectilineata Warren, 1906
- C. turpis Warren, 1904